# Idioma caló
El idioma caló, también conocido como calé, zincaló o romaní ibérico, es una lengua variante del romaní, que se encuadra dentro del grupo septentrional, subgrupo ibérico/occidental, utilizada por parte del pueblo gitano, fundamentalmente en España, que no tiene una distribución territorial fija. Lo habla una población estimada de entre 65 000 y 170 000 personas en España, Francia, Portugal y Brasil. 
Posee una marcada influencia de las lenguas romances con las que convive, fundamentalmente del castellano y, en mucha menor medida, del euskera (que no es una lengua romance, sino un idioma aislado). 
No se encuentra protegida por España en la Carta Europea de las Lenguas Minoritarias o Regionales porque no la nombran las comunidades autónomas para su protección, ya que España consideró en la firma del tratado como lenguas minoritarias las que las autonomías señalasen en sus Estatutos de Autonomía. En ninguna de las comunidades autónomas se menciona esta lengua no territorial. Tampoco ha sido considerada para su protección ni por Francia ni por Portugal, que no han ratificado la protección de ninguna lengua que no sea la oficial de cada Estado. En todo caso, como el resto del romaní, es una lengua minorizada por los idiomas dominantes.

## Origen

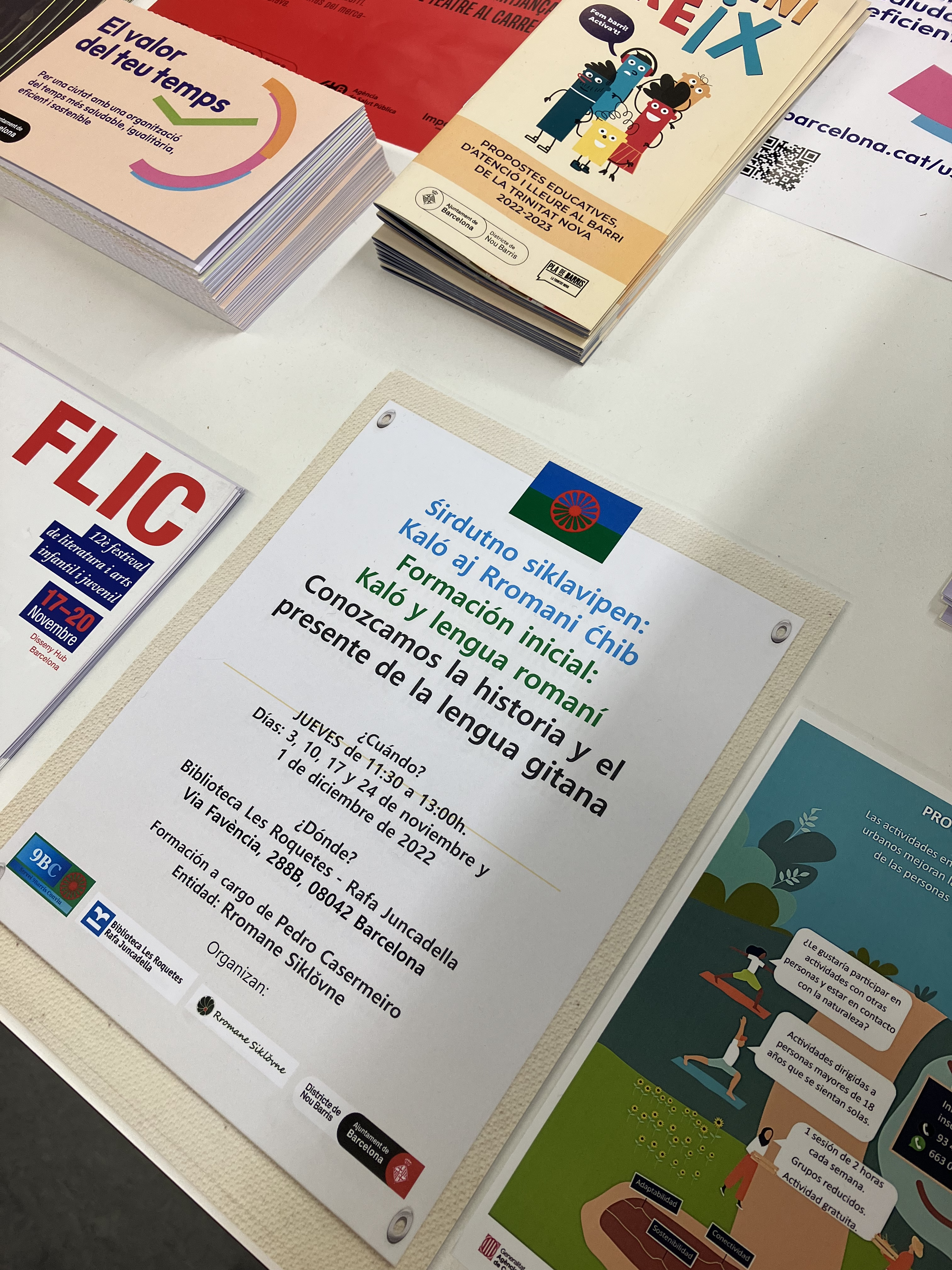
Oferta de clases de caló y romaní ibérico en una biblioteca de Barcelona.

Se originó por la sustitución lingüística de la lengua original gitana, el romaní, por los idiomas romances de su entorno, fundamentalmente el castellano. Las lenguas dominantes de su entorno lo han considerado como una jerga de ocultación de la comunidad étnica. Las medidas de protección son escasas y no está considerada lengua minoritaria por los Estados donde se habla (en otros Estados sí consideran el romaní lengua minoritaria a proteger).

## Influencia en el español
Debido a la convivencia, se han incorporado préstamos del idioma caló al vocabulario del español o castellano, especialmente en las variedades habladas en España. Algunos ejemplos son:
acais o sacais ('ojos'),
biruji ('frío'),
camelar ('querer, seducir'),
chanelar ('saber'),
chaval (de chavalé, vocativo de chavó, 'chico', originalmente 'hijo'),
chingar ('molestar'),
chola ('cabeza'),
chorar, chorear ('robar'), en Argentina, Chile, Colombia, Andalucía y Perú: "choreo" (robo); "choro" (ladrón),
chungo ('difícil'),
churumbel ('niño, bebé'),
currelar ('pegar'),
currar ('trabajar'), "curro" (trabajo)
duquelas ('preocupaciones')
fetén ('excelente'),
gachí (de gadjí, 'mujer'),
gachó (de gadjó, 'hombre'),
galochi ('corazón'),
gilí ('cándido'),
jala ('comida'),
jalipen '(comida'),
jiñar ('defecar'),
lache ('vergüenza'),
molar ('gustar'),
najar o najelar ('ir, irse'),
ojana (de 'hipocresía'),
parné ('dinero'),
pinrel (de pinré, 'pie'),
pirarse (de pira, 'fuga, huida'),
pitingo ('presumido')
puchelas o puchelar (hablar,saber)
queli o quelo ('casa')

## Texto de ejemplo
Caló:

Y sasta se hubiese catanado sueti baribustri, baribustri, y abillasen solictos á ó de los fores, os penó por parabola: «Manu chaló abri á chibar desqueri simiente: y al chibarle, yeque aricata peró sunparal al drun, y sinaba hollada, y la jamáron as patrias e Charos. Y aver peró opré bar: y pur se ardiñó, se secó presas na terelaba humedad. Y aver peró andré jarres, y as jarres, sos ardiñáron sat siró, la mulabáron. Y aver peró andré pu lachi: y ardiñó, y diñó mibao á ciento por yeque». Penado ocono, se chibó á penar á goles: «Coin terela canes de junelar, junele».
Parábola del sembrador, Lucas, 8, 4-8, tal cual publicado por George Borrow en 1838

Versión en español:

Cuando una gran multitud se reunió y personas de cada ciudad fueron donde Jesús, Él les habló con una parábola. «Un campesino salió a sembrar su semilla. Al sembrar algunas cayeron en la carretera; fueron pisoteadas y se las comieron los pájaros del cielo. Otras semillas cayeron encima de la roca, tan pronto como crecieron se secaron porque no tenían humedad. Otras cayeron entre los espinos, y los espinos crecieron con éstas y las sofocaron. Otras cayeron en tierra buena; crecieron y dieron fruto, cien veces más.» Después de decir estas cosas gritó, «¡Aquel que tiene oídos para escuchar, que escuche!»